# Pommera
Pommera là một xã trong tỉnh Pas-de-Calais, vùng Hauts-de-France, Pháp.

## Địa lý
Pommera có cự ly 20 dặm (32 km) về phía tây nam của Arras, trên tuyến đường N25.

## Dân số
| 1962                                                              | 1968 | 1975 | 1982 | 1990 | 1999 | 2006 |
| ----------------------------------------------------------------- | ---- | ---- | ---- | ---- | ---- | ---- |
| 283                                                               | 293  | 277  | 260  | 238  | 245  | 285  |
| Số liệu điều tra dân số tính từ năm 1962, dân số chỉ tính một lần |      |      |      |      |      |      |

## Địa điểm nổi bật
- Nhà thờ St.Marguerite, thế kỷ 19.
- Lâu đài thế kỷ 18 Pommera
- Lâu đài Grena thế kỷ 18.